# Maria do Espírito Santo
Maria do Espírito Santo da Silva (São João do Araguaia, 8 de dezembro de 1960 - Nova Ipixuna, 24 de maio de 2011) foi uma extrativista, ambientalista e sindicalista brasileira, reconhecida por seus relevantes trabalhos de preservação ambiental na área de Praialta-Piranheira, bem como da defesa da reforma agrária no sudeste do Pará.

## Biografia
Maria — e seu esposo José Cláudio Ribeiro da Silva, de 52 anos —, foi baleada e morta em uma emboscada no dia 24 de maio de 2011.  O ataque ocorreu em um assentamento chamado Maçaranduba 2, localizado perto de sua residência em Nova Ipixuna, no Pará.  Ela e o marido tiveram a proteção recusada pelas autoridades locais, de acordo com relatos do Diário do Pará e do The Guardian .  O assassinato do casal gerou comparações com as mortes do ambientalista Chico Mendes, em 1988, e da missionária americana Dorothy Stang, em 2005.
Em 2011, ela e seu esposo foram homenageados, postumamente, com o Prêmio Heróis da Floresta, pela Organização das Nações Unidas.